# Gauliga Sudetenland 1939/40
Die Gauliga Sudetenland 1939/40 war die zweite Spielzeit der Gauliga Sudetenland des Fachamtes Fußball. In dieser Saison wurde die Gauliga Sudetenland zuerst in zwei Staffeln im Rundenturnier ausgespielt. Die beiden Staffelsieger trafen dann in einem Finalspiel aufeinander. Die Gaumeisterschaft sicherte sich zum ersten Mal die NSTG Graslitz nach einem 2:1-Sieg gegen die NSTG Gablonz und qualifizierten sich somit für die deutsche Fußballmeisterschaft 1939/40. Bei dieser schieden die Graslitzer in einer Gruppe mit dem SK Rapid Wien und Vorwärts-Rasensport Gleiwitz mit einem Unentschieden und drei Niederlagen aus.

## Staffel 1
| Pl. | Verein               | Sp. | S | U | N | Tore    | Quote | Punkte |
| --- | -------------------- | --- | - | - | - | ------- | ----- | ------ |
| 1.  | NSTG Graslitz        | 10  | 7 | 1 | 2 | 043:240 | 1,79  | 15:50  |
| 2.  | NSTG Teplitz-Schönau | 10  | 7 | 1 | 2 | 045:270 | 1,67  | 15:50  |
| 3.  | NSTG Eger            | 10  | 6 | 0 | 4 | 030:250 | 1,20  | 12:80  |
| 4.  | NSTG Brüx            | 10  | 4 | 1 | 5 | 019:290 | 0,66  | 09:11  |
| 5.  | NSTG Karlsbad        | 10  | 3 | 1 | 6 | 026:330 | 0,79  | 07:13  |
| 6.  | NSTG Komotau         | 10  | 1 | 0 | 9 | 023:480 | 0,48  | 02:18  |

## Staffel 2
| Pl. | Verein              | Sp. | S | U | N | Tore    | Quote | Punkte |
| --- | ------------------- | --- | - | - | - | ------- | ----- | ------ |
| 1.  | NSTG Gablonz        | 8   | 6 | 1 | 1 | 024:120 | 2,00  | 13:30  |
| 2.  | NSTG Böhmisch Leipa | 8   | 4 | 1 | 3 | 024:200 | 1,20  | 09:70  |
| 3.  | NSTG Aussig         | 8   | 4 | 0 | 4 | 017:110 | 1,55  | 08:80  |
| 4.  | NSTG Prosetitz      | 8   | 3 | 2 | 3 | 012:170 | 0,71  | 08:80  |
| 5.  | NSTG Warnsdorf (M)  | 8   | 1 | 0 | 7 | 008:250 | 0,32  | 02:14  |
| 6.  | NSTG Reichenberg A  | 0   | 0 | 0 | 0 | 000:000 | 1,00  | 0:0    |

| (M) | Titelverteidiger |

## Finale Gaumeisterschaft
| Datum          |                                  | Ergebnis |                                 | Ort  |
| -------------- | -------------------------------- | -------- | ------------------------------- | ---- |
| 21. April 1940 | NSTG Graslitz (Sieger Staffel 1) | 2:1      | NSTG Gablonz (Sieger Staffel 2) | Brüx |